# Lüthemühle
Die Lüthemühle ist eine ehemals an der Nette gelegene Wassermühle in Nettetal-Breyell mit teilweise zwei unterschlächtigen Wasserrädern.

## Geographie
Die Lüthemühle hatte ihren Standort an der Nette, in der Lindenallee 50, im Stadtteil Breyell in der Stadt Nettetal im Kreis Viersen in Nordrhein-Westfalen. Die Nette hat hier eine Höhe von ca. 40 m über NN.
Die Pflege und Unterhaltung des Gewässers obliegt dem Netteverband, der in Nettetal seinen Sitz hat.

## Geschichte
Die älteste Mühle in der Gemeinde Breyell ist ohne Zweifel die Lüthemühle, die auch in früher Zeit Vogelsangsmühle genannt wurde. 1419 ist die erste urkundliche Erwähnung. Der Name wechselte mehrmals, so hieß die Mühle „Luythenmühle“ (1559), „Leuttenmuehlen“ (1632) und „Leuthen Mühlen“ (1763).
Im Jahre 1828 wird die Lüthemühle wie folgt beschrieben: Die Mühle hat zwei unterschlächtige Wasserräder in zwei Gerinnen; das erste treibt einen Mahlgang für Weizen und zwei Mahlgänge für Roggen; diese drei Mahlgänge sind Wechselwerke und können nur einzeln gebraucht werden. Das zweite Rad treibt eine Ölmühle mit einem Geläufe. Von November bis Mai kann in gewöhnlichen Jahren täglich ein Mahlgang von morgens von 5.00 Uhr bis abends 8.00 Uhr in Betrieb gesetzt werden, während der übrigen Monate aus Wassermangel kaum fünf Stunden täglich. Der Ölgang ist in gewöhnlichen Jahren von November bis Mai täglich nur sechs Stunden, in den übrigen Monaten nur ein bis zwei Tage in der Woche und dann nur vier Stunden täglich zu gebrauchen. Der Steuerbetrag für die Mühle beträgt 12 Taler.
1851 wurde die Mühle vollständig erneuert. Damals müssen auch die beiden Gebäude entstanden sein mit einer schmalen überdachten Gasse für die Wasserräder, die heute zugebaut ist. 1945 wurden die Mahlgänge stillgelegt. Die Absicht, eine 15/18 PS-Turbine einzubauen, scheiterte an den zu hohen Kosten und am geringen Wasserdruck. Die Gebäude sind heute als Gasthaus und Reiterhof weithin bekannt.

## Galerie

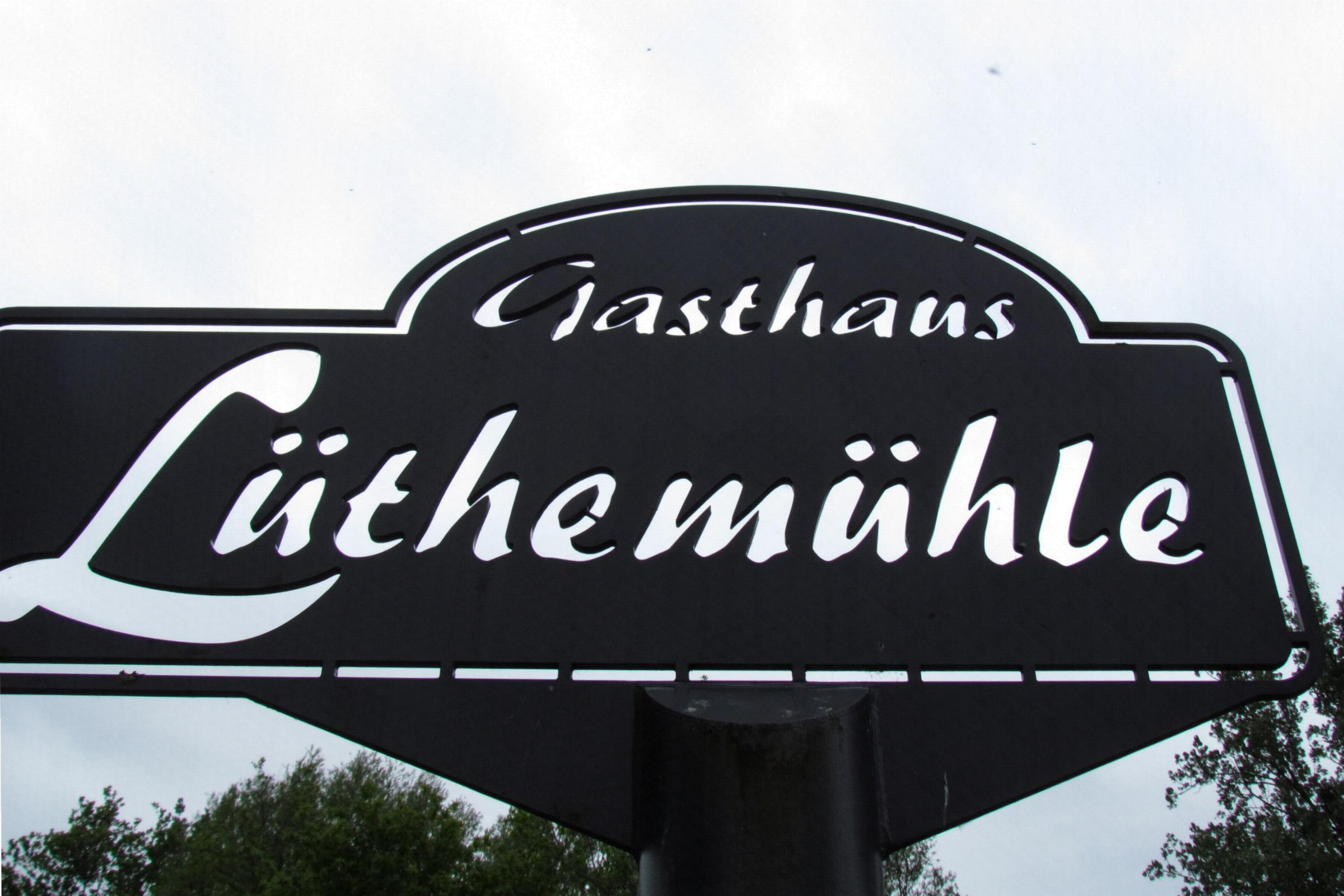
Transparent Lüthemühle
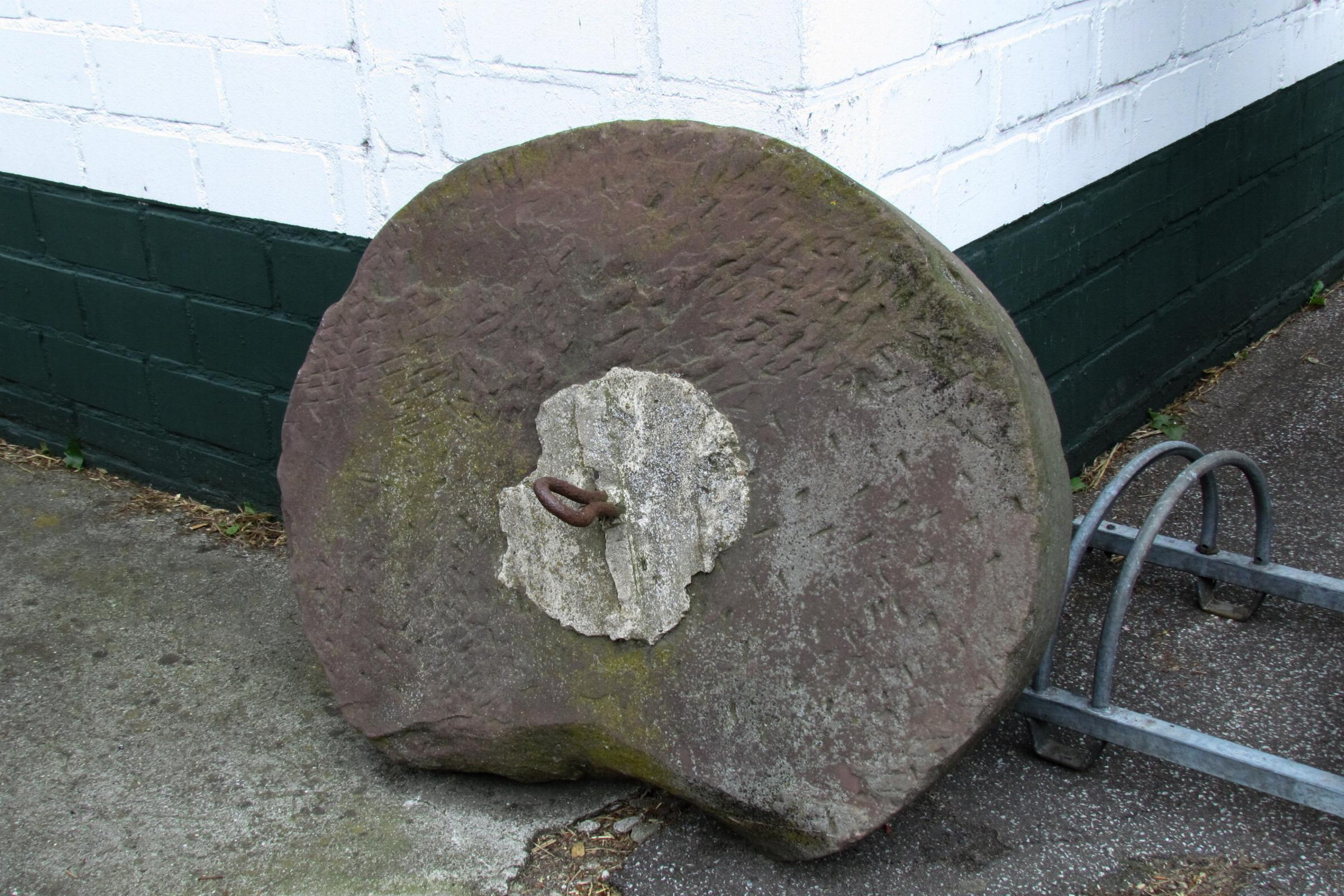
Alter Mahlstein zur Dekoration
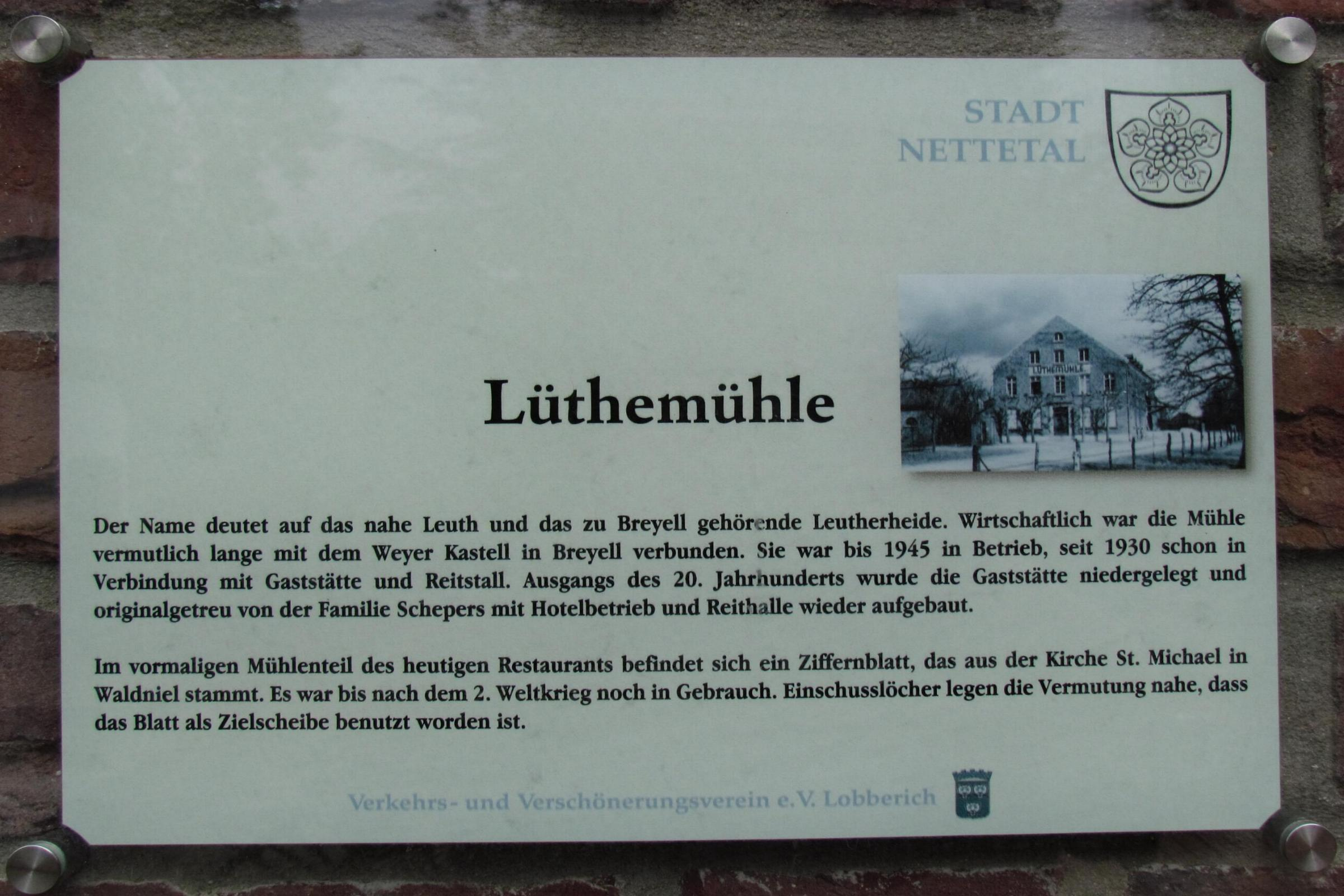
Hinweistafel zu Lüthemühle
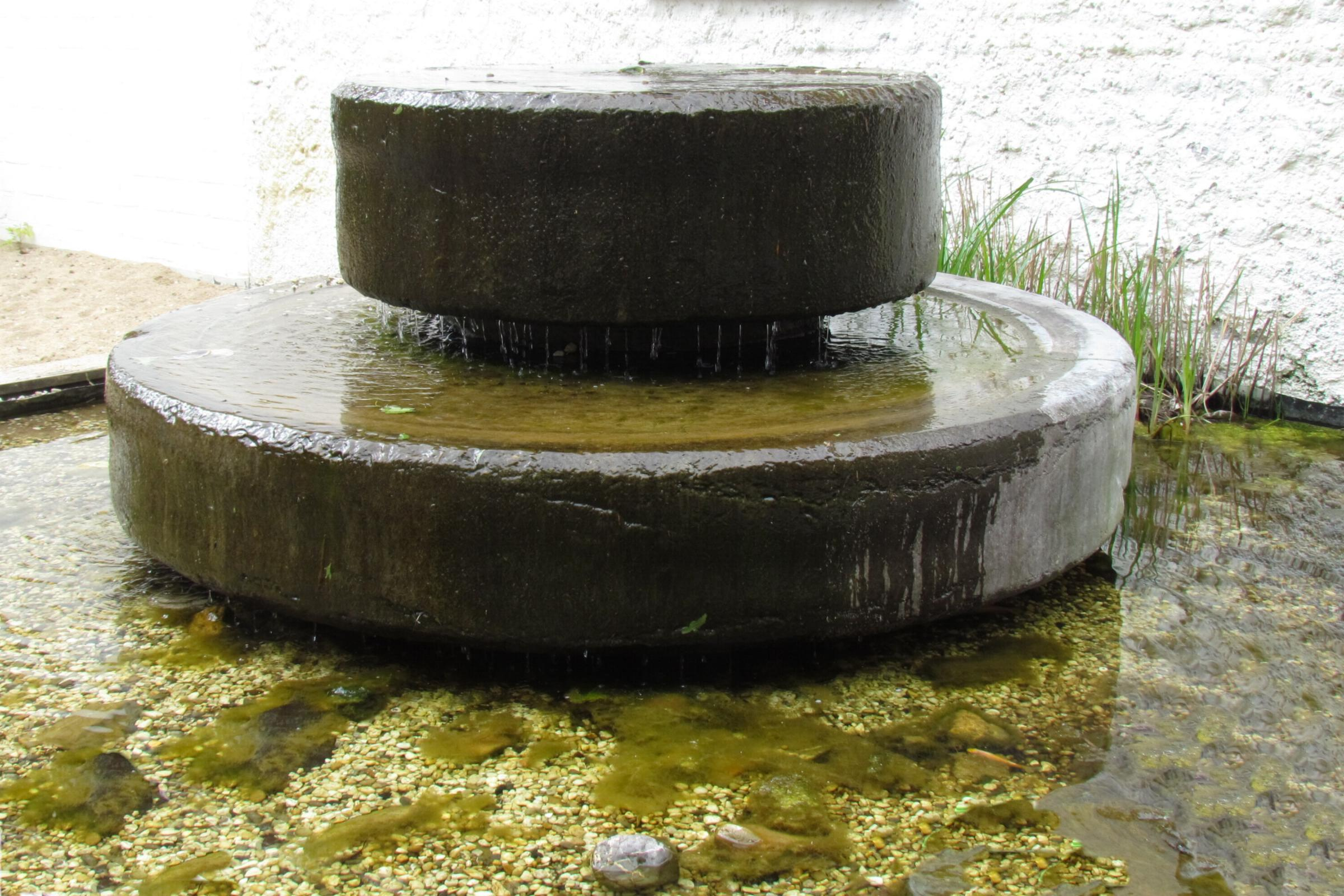
Mühlsteine als Springbrunnen
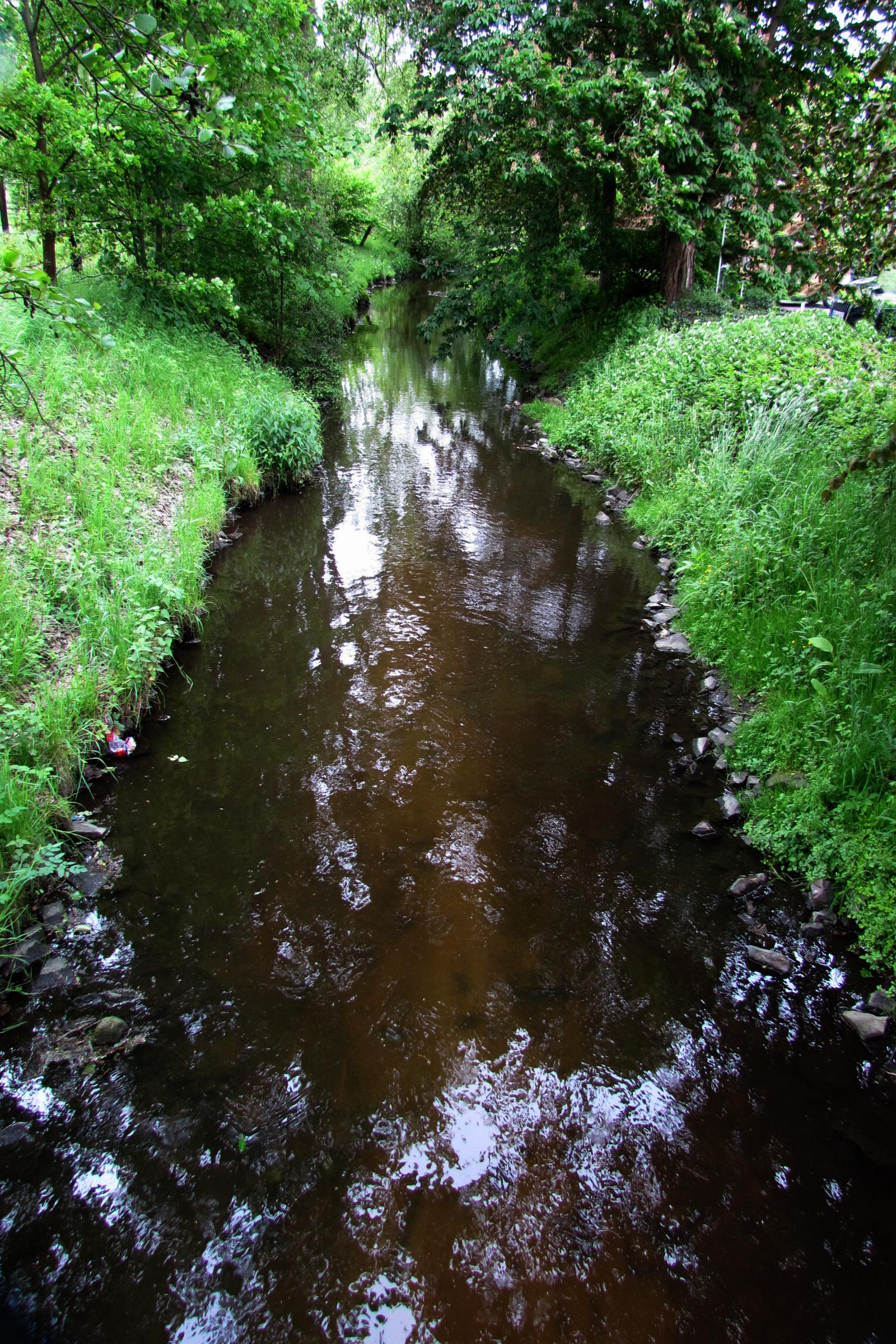
Die Nette in der Nähe der Lüthemühle
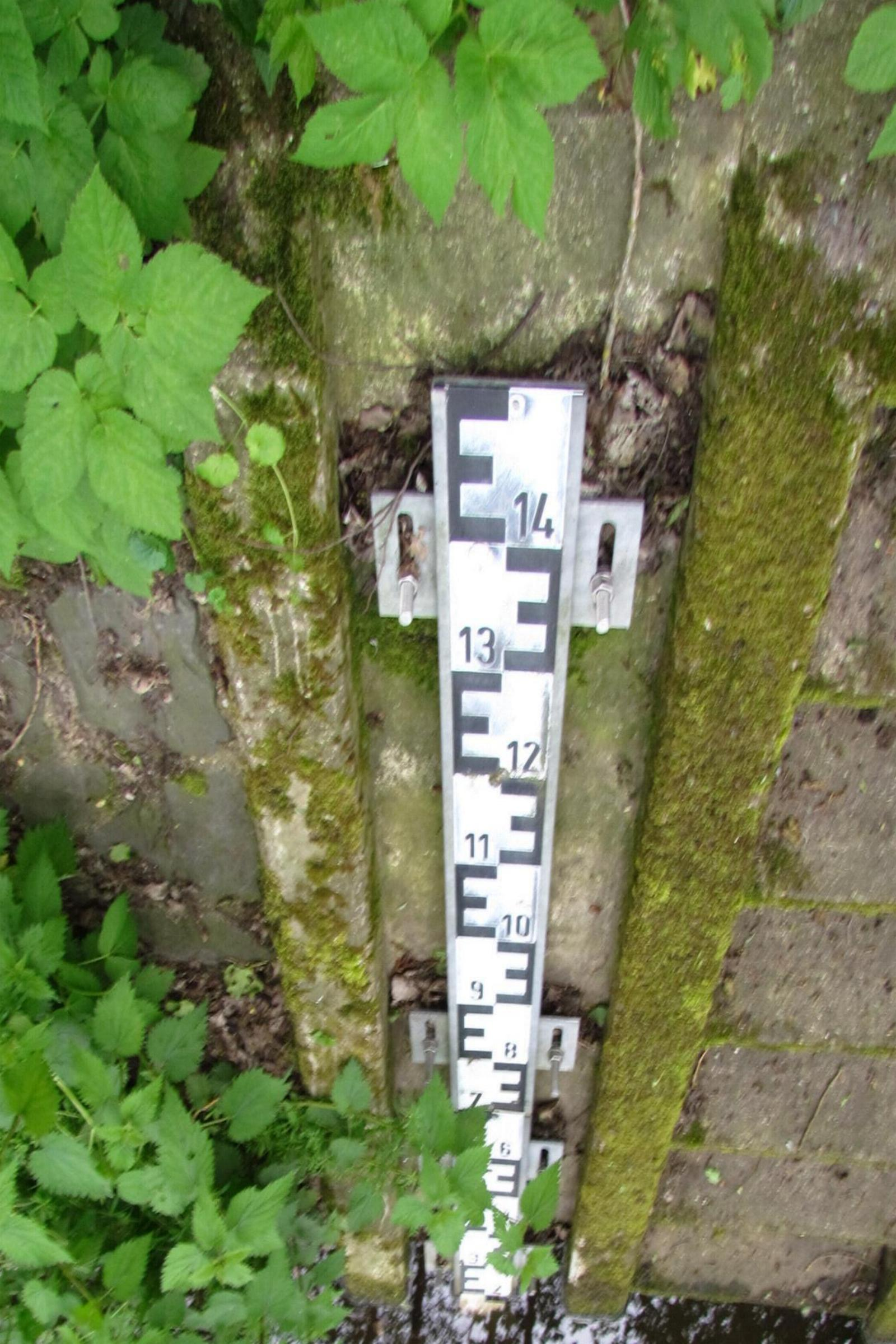
Wasserstandsmesser an der Nette
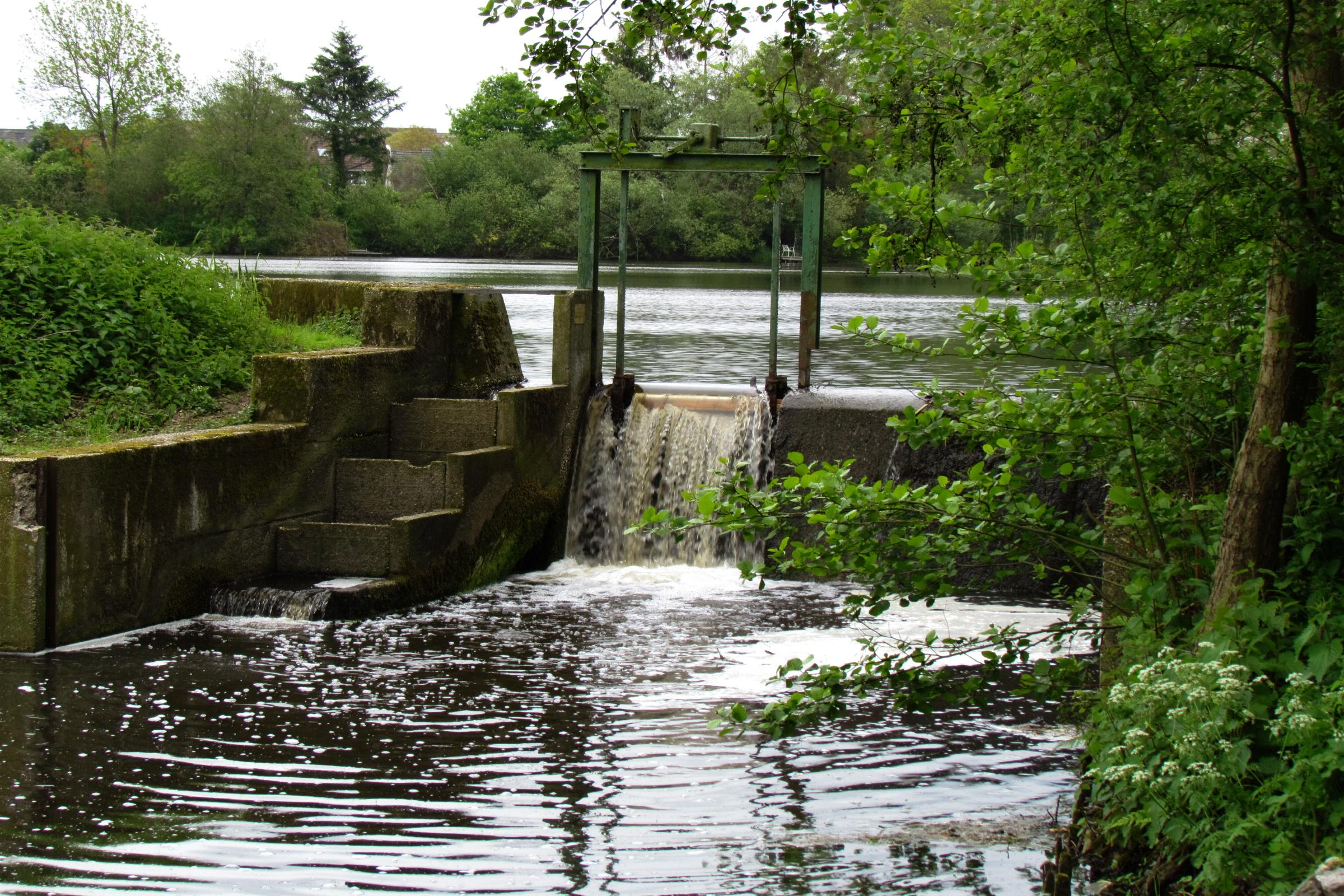
Fischtreppe am Ferkensbruch
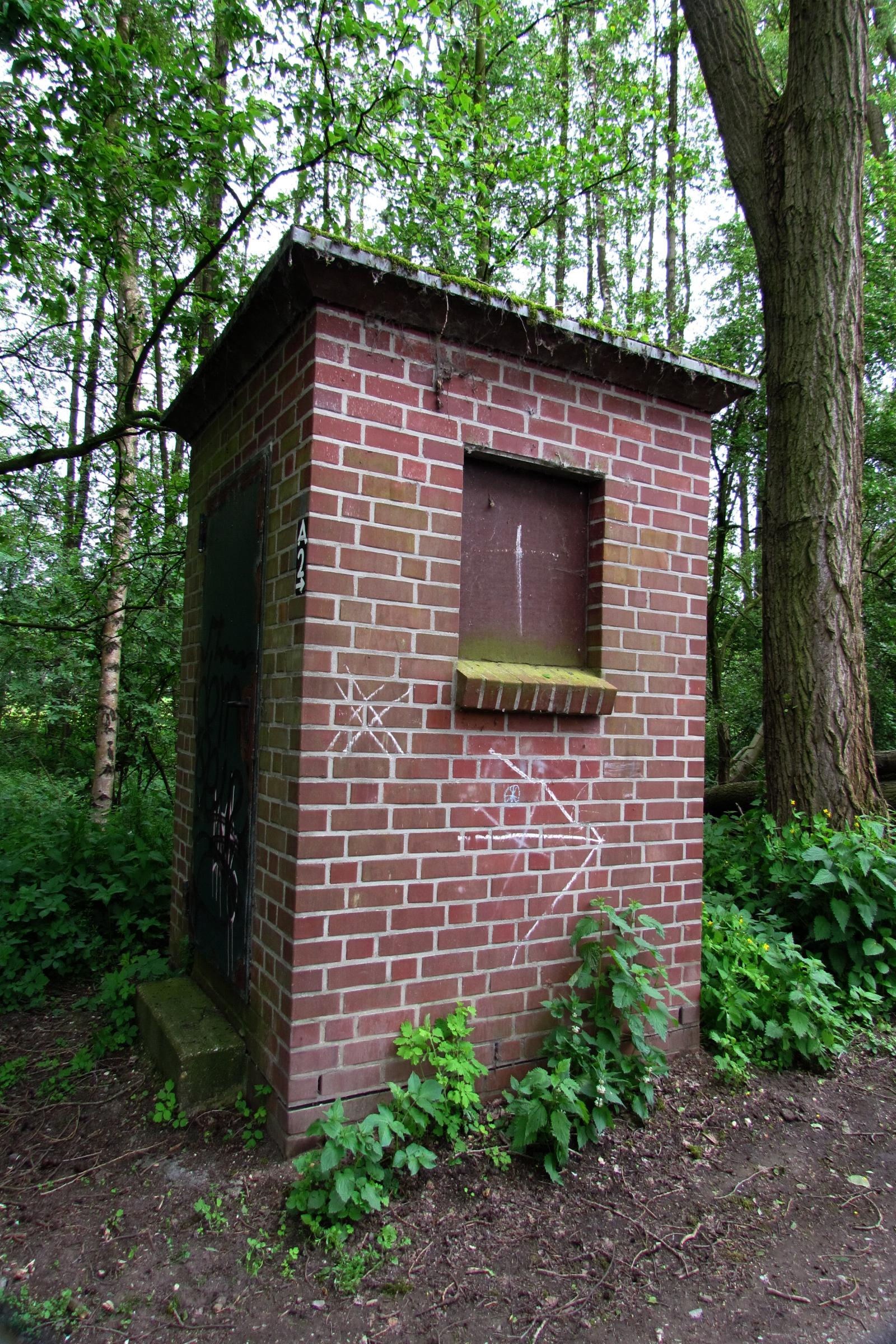
Pegelhaus an der Lüthemühle
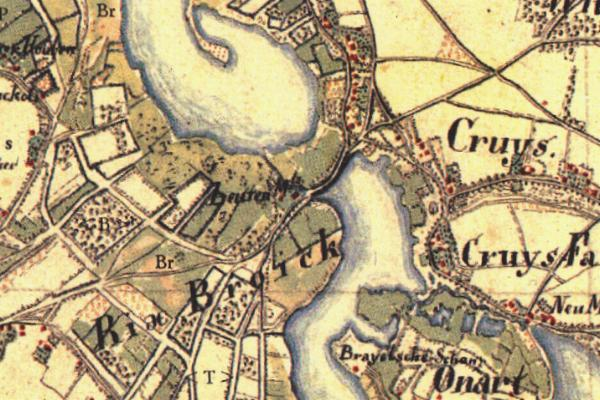
Tranchotkarte Nr. 34 1802/04